# Покотило Олег Степанович
Оле́г Степа́нович Покоти́ло (1 вересня 1970, с. Староміщина, Тернопільська область — 11 листопада 2024) — український науковець у галузі біохімії, доктор біологічних наук (2008), професор, академік Академії наук вищої школи України.

## Життєпис
Олег Покотило народився 1 вересня 1970 року в селі Староміщині, нині Підволочиської громади Тернопільського району Тернопільської области України.
Навчався в Староміщинській восьмирічній школі (1985). Закінчив Хмельницьке медичне училище (1989), факультет ветеринарної медицини Львівської академії ветеринарної медицини (1995). Працював фельдшером Підволочиської центральної районної лікарні (1989—1990), старшим науковим співробітником Інституту фізіології і біохімії Національної академії аграрних наук України (1999—2001); викладачем (2000), доцентом (2005), професором (2008) кафедри медичної біохімії та клініко-лабораторної діагностики; директором Навчально-наукового інституту (2007, за сумісництвом) Тернопільської державної медичної академії імені І. Я. Горбачевського (нині національний університет); професором (2009—2012), завідувачем (2012—2024) кафедри харчової біотехнології і хімії Тернопільського національного технічного університету імені Івана Пулюя. 2022 року балотувався на посаду ректора ТНТУ.
Помер 11 листопада 2024 року.

## Доробок
Автор понад 200 наукових, а також 40 навчально-методичних публікацій; співавтор 9 патентів України на винахід. Видав збірку поезій «Усі світи породжені словами» (2005), друкувався в обласних ЗМІ.
Сфера наукових інтересів: дослідження активних харчових добавок та фізико-хімічних й енерго-інформаційних властивостей води.